# Lüdenscheid

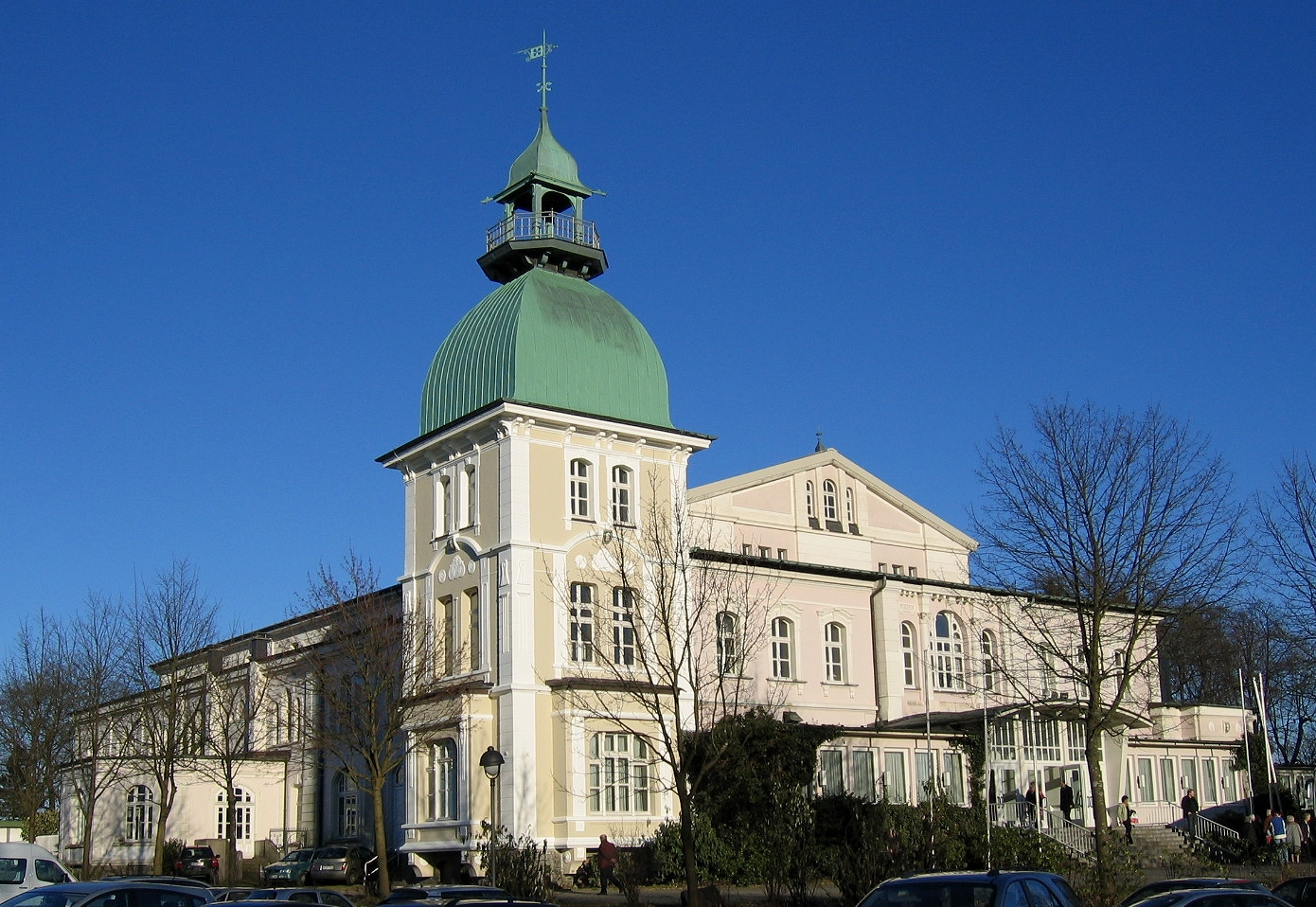
Schützenhalle

Lüdenscheid (pronunciación en alemán: /ˈlyːdn̩ˌʃaɪ̯t/ⓘ) es una ciudad de Renania del Norte-Westfalia, en Alemania.

## Personalidades nacidas en Lüdenscheid

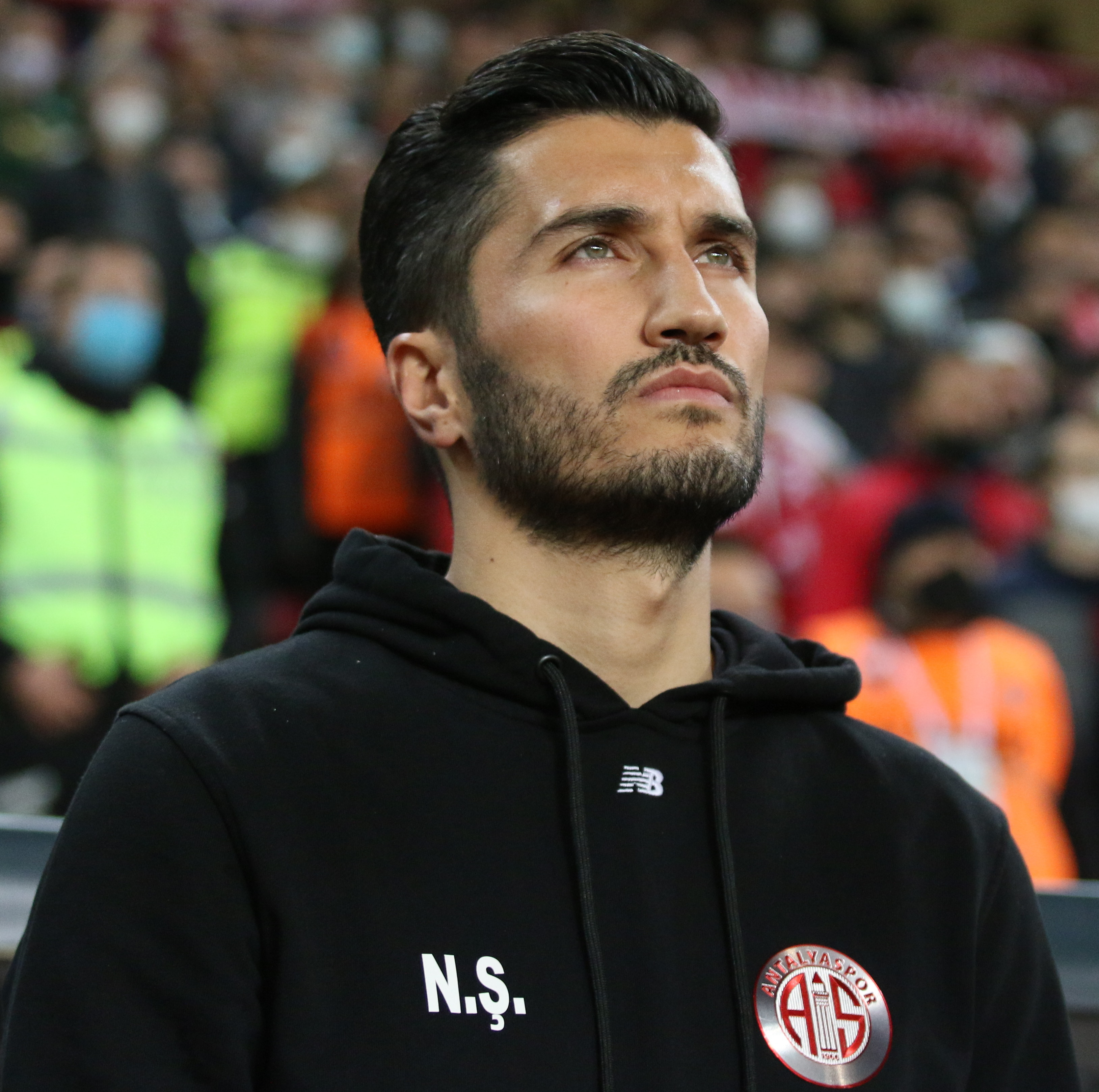
Nuri Şahin, futbolista nacido en Lüdenscheid.

- Karl Grün
- Nuri Şahin